# 取快递女子被造谣出轨案
杭州女子取快递被造谣案是發生於2020年7月中華人民共和國浙江省杭州市餘杭區的一起網絡誹謗案，為2020年度十大法律监督案例之一，也是該國首起司法机关針對普通公民的網絡誹謗提起公訴的案件。

## 詳情
2020年7月初，28歲家住杭州余杭的谷姓女子在快遞點取快递时，便利店店主郎某趁機偷拍视频。随后郎某与朋友何某分別假扮快遞員和谷姓女子在微信上聊天，並將谷姓女子虛構為富婆，编造富婆出轨快遞員的剧情，又將微信聊天截圖和偷拍視頻发至微信群。編造的故事隨後通過互联网傳播。某微信公号根據何某等編造的劇情发布《这谁的老婆，你的头已经绿到发光啦！》的文章，两三天內文章点击量达到了1万次。一个多月后，多篇類似內容的网帖的总浏览量达到6万多次，转发量达到200多次。谷姓女子得知後於2020年8月7日報警，而谷姓女子所在公司擔心名譽亦將其位辭退。谷姓女子也難以再找到工作，並診斷出抑鬱狀態，其男友亦失去工作。
2020年8月13日，杭州市公安局余杭分局對郎某和何某行政拘留9日。10月26日，谷姓女子向余杭人民法院提交刑事自诉状，要求以诽谤罪追究郎某、何某的刑事责任。12月14日，余杭人民法院立案受理。最高人民检察院检察长张军和其他人研究了取快递女子被造谣出轨案後，认为检察机关应当積極介入。在余杭区人民检察院建议下，12月25日，杭州市公安局余杭分局对郎某、何某立案侦查。案件由谷姓女子的自訴轉變為公訴。該案與张玉环案以及李心草案共同入選最高人民检察院公布的2020年度十大法律监督案例。2021年1月28日，公安机关结束侦查，案件被移送至余杭区检察院。2月26日，杭州市余杭区人民检察院向余杭区人民法院提起公诉，指控郎某、何某的行為涉嫌誹謗罪。
2021年4月30日，杭州市余杭区人民法院一审以诽谤罪判處被告人郎某某、何某某有期徒刑一年，缓刑二年。